# Valerie Jenness

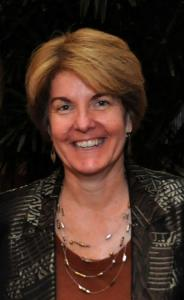
Valerie Jenness

Valerie Jenness (* 7. März 1963 in San Antonio) ist eine US-amerikanische Soziologin und Kriminologin, die als Professorin an der University of California, Irvine lehrt und forscht. 2006/07 amtierte sie als Präsidentin der Society for the Study of Social Problems. Seit November 2023 ist sie für ein Jahr als Präsidentin der American Society of Criminology (ASC).
Jenness machte alle akademischen Abschlüsse im Fach Soziologie: Bachelor 1985 an der Central Washington University, Master (1987) und Ph.D. (1991) an der University of California, Santa Barbara. Von 1991 bis 1997 Assistant Professor für Soziologie an der Washington State University. 1997 wechselte sie als Assistant Professor an die University of California, Irvine, wurde dort Associate Professor sowohl am Department of Criminology, Law and Society als auch am Department of Sociology. Seit 2004 ist sie Full Professor, seit 2020 Distinguished an beiden Departments und zusätzlich dem für Pflegewissenschaft.
Schwerpunkte ihrer Forschungen sind: Prostitution, Hasskriminalität, Gewalt in Gefängnissen sowie die Zusammenhänge zwischen Devianz und sozialer Kontrolle.

## Schriften (Auswahl)
- Mit Kitty Calavita: Appealing to justice. Prisoner grievances, rights, and carceral logic. University of California Press, Oakland 2015, ISBN 978-0-52028-417-3.
- Mit Ryken Grattet: Making hate a crime. From social movement to law enforcement. Russell Sage, New York 2001, ISBN 0871544091.
- Mit Kendal Broad: Hate crimes. New social movements and the politics of violence. Aldine de Gruyter, New York 1997, ISBN 0202306011.
- Making it work. The Prostitute's Rights Movement in perspective. Aldine de Gruyter, New York 1993, ISBN 0202304639.